# 迪南區 (比利時)
迪南區（法語：Arrondissement de Dinant）是比利時那慕爾省的一个区。該區轄有15個市鎮，面積1,592.42平方公里，2020年1月1日人口為111259人。

## 市鎮
迪南區下辖以下市鎮：
| - 昂埃（Anhée） - 博兰（Beauraing） - 比耶夫尔（Bièvre） - 锡内（Ciney） - 迪南（Dinant） - 热迪讷（Gedinne） - 阿穆瓦（Hamois） - 阿斯蒂耶尔（Hastière） | - 阿沃朗日（Havelange） - 乌耶（Houyet） - 翁艾（Onhaye） - 罗什福尔（Rochefort） - 索姆勒兹（Somme-Leuze） - 瑟穆瓦河畔弗雷斯（Vresse-sur-Semois） - 伊瓦尔（Yvoir） |